# تفلق مدغشقري
مرعة مدغشقرية (الاسم العلمي: Rallus madagascariensis) (بالإنجليزية: Madagascar Rail)‏ هي نوع من الطيور تتبع جنس المرعة من فصيلة المرعات.